# Дворцы Венгрии

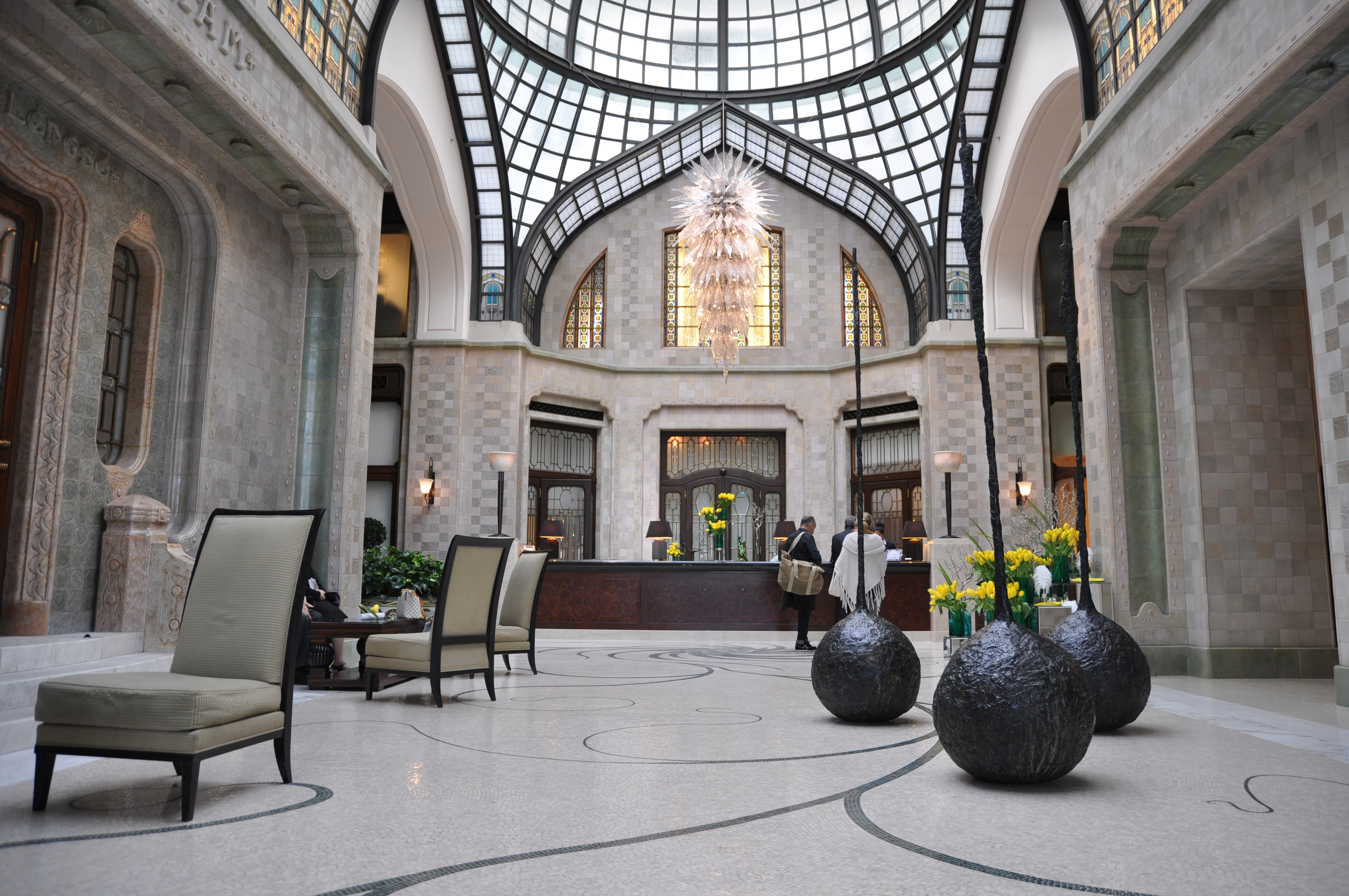
Интерьеры дворца Грешем

Дворцы Венгрии начали возводиться в стране после освобождения от османского владычества в XVII века. В это время в Европе доминирует стиль барокко. При этом Венгрия возрождалась как часть империи Габсбургов, что не могло не отразиться на архитектуре построек.
В 1720 году в городе Фертёд начинается строительство дворца (венг. kastély) Эстерхаза, в котором прослеживается влияние австрийской резиденции Шёнбрунн. В стиле барокко построены Савойский дворец в Рацкеве и Дворец Зичи.
В 1749 году австрийский император Карл перестраивает Будайскую крепость, которая приобретает вид дворца. В 1806 году в крепости возводится Дворец Шандора. Во время Венгерской революции здание горит, но потом его восстанавливают и именно там Франц-Иосиф коронуется как король Венгрии.
Уже в XX веке для нужд британской страховой компании на берегах Дуная в стиле модерн строится Дворец Грешем. В этом же стиле в Сегеде оформлен дворец Реёк. Восточные мотивы в виде голубой мозаики проявляются во дворце Грофа.